# Суґовушан водосховище
40°19′18″ пн. ш. 46°44′33″ сх. д. / 40.3216818° пн. ш. 46.7425346° сх. д.
Суґовушан водосховище — водосховище, розташоване на річці Тертерчай (річка) поблизу села Суґовушан Тертерський район Азербайджанської Республіки.
Рельєф місцевості до водосховища — гірський лісистий, а за водосховищем, нижче за течією — рівнинний степовий.
Водосховище було збудовано за радянської влади та основною метою її створення було зрошення земель. Під час Карабаської війни, у 1992 р. водосховище було захоплено Національною армією Азербайджану, в наступному 1993 р. Армія Оборони Нагірно-Карабаської Республіки повернула контроль за водосховищем. Наразі нижче за течією після водосховища населених пунктів немає, подальші вірменські села розташовані на прострілюваній ділянці з позицій азербайджанців, а азербайджанські села — з позицій вірмен, тому незважаючи на визволення цих сіл після 1993 р., жителі цих сіл не змогли повернутися, відповідно зрошення земель відбувається не раціонально до більш дальніх сіл, з якими водосховище з'єднане старими каналами, через які відбувається велика втрата води. Сьогодні основна мета — отримання електроенергії, хоча вже розроблений проект реконструкції Мадахіського гідровузла саме з первинною метою зрошення земель.